# Castelo de Sarremezan
O Château de Sarremezan é um castelo do século XV na comuna de Sarremezan em Haute-Garonne, na França.
Uma propriedade privada, está classificado desde 1955 como monumento histórico pelo Ministério da Cultura da França. De particular interesse é a torre e a sua escada.